# Macaíba
Macaíba là một đô thị thuộc bang Rio Grande do Norte, Brasil. Đô thị này có diện tích 512,487 km², dân số năm 2007 là 63333 người, mật độ 123,6 người/km².